# Distretto di Uzunköprü
Il distretto di Uzunköprü (in turco Uzunköprü ilçesi) è uno dei distretti della provincia di Edirne, in Turchia.

## Amministrazioni
Oltre al centro di Uzunköprü appartengono al distretto 4 comuni e 52 villaggi.

### Comuni
- Çöpköy
- Kırcasalih
- Kurtbey
- Uzunköprü (centro)
- Yeniköy

### Villaggi
| - Alıç - Altınyazı - Aslıhan - Balaban - Balabankoru - Başağıl - Bayramlı - Beykonağı - Bıldır - Çakmakköy - Çalıköy - Çavuşlu - Çiftlikköy - Çobanpınarı - Danişment - Değirmenci - Dereköy - Elmalı | - Eskiköy - Gazimehmet - Gemici - Hamidiye - Hamitli - Harmanlı - Hasanpınar - Kadıağılı - Kadıgebren - Karabürçek - Karapınar - Karayayla - Kavacık - Kavakayazma - Kırkkavak - Kırköy - Kiremitçisalih | - Kurdu - Kurttepe - Maksutlu - Malkoçköy - Meşeli - Muhacirkadı - Ömerbey - Saçlımüsellim - Salarlı - Sazlımalkoç - Sığırcılı - Sipahi - Sultanşah - Süleymaniye - Turnacı - Türkobası - Yağmurca |